# Championnat d'Espagne de football 1972-1973
Navigation
Championnat d'Espagne 1971-72 Championnat d'Espagne 1973-74
Le championnat d'Espagne de football 1972-1973 est la 42e édition du championnat. Elle est remportée par l'Atlético Madrid. Organisée par la Fédération espagnole de football, elle se dispute du 2 septembre 1972 au 20 mai 1973.
Le club madrilène l'emporte avec deux points d'avance sur le deuxième, le FC Barcelone, et trois points sur le troisième, l'Espanyol Barcelone. C'est le septième titre des « Colchoneros » en championnat.
Le système de promotion/relégation ne change pas : descente et montée automatique pour les trois derniers de division 1 et les trois premiers de division 2. En fin de saison, le Real Betis Balompié, le Deportivo La Corogne et le Burgos CF, sont relégués en deuxième division. Ils sont remplacés la saison suivante par le Real Murcie, Elche CF et le Real Santander.
L'Espagnol Marianín, du Real Oviedo, termine meilleur buteur du championnat avec 19 réalisations.

## Règlement de la compétition
Le championnat de Primera División est organisé par la Fédération espagnole de football, il se déroule du 2 septembre 1972 au 20 mai 1973.
Il se dispute en une poule unique de 18 équipes qui s'affrontent à deux reprises, une fois à domicile et une fois à l'extérieur. L'ordre des matchs est déterminé par un tirage au sort avant le début de la compétition.
Le classement final est établi en fonction des points gagnés par chaque équipe lors de chaque rencontre : deux points pour une victoire, un pour un match nul et aucun en cas de défaite. En cas d'égalité de points entre deux ou plusieurs de clubs en fin de championnat, le classement se fait à la différence de buts particulière puis générale si nécessaire. L'équipe possédant le plus de points à la fin de la compétition est proclamée championne. En fin de saison, les trois derniers du championnat sont relégués en Segunda División et remplacés par les trois premiers de ce championnat.

## Équipes participantes
Cette saison de championnat se dispute à 18 équipes.
| \| A. Bilbao Atlético Madrid CF Barcelone Real Madrid Valence CF UD Las Palmas Real Sociedad Grenade CF Celta Vigo Espanyol CD Málaga Real Gijón D. La Corogne Betis Balompié Burgos CF Real Saragosse Real Oviedo CD Castellón \| Localisation des clubs engagés dans le championnat. |
| A. Bilbao Atlético Madrid CF Barcelone Real Madrid Valence CF UD Las Palmas Real Sociedad Grenade CF Celta Vigo Espanyol CD Málaga Real Gijón D. La Corogne Betis Balompié Burgos CF Real Saragosse Real Oviedo CD Castellón                                                           |

| Clubs                    | Ville                      | Stade             |
| ------------------------ | -------------------------- | ----------------- |
| Atlético Bilbao          | Bilbao                     | San Mamés         |
| Atlético Madrid          | Madrid                     | Manzanares        |
| CF Barcelone             | Barcelone                  | Camp Nou          |
| Betis Balompié           | Séville                    | Benito Villamarín |
| Burgos CF                | Burgos                     | El Plantío        |
| Club Deportivo Castellón | Castellón de la Plana      | Castàlia          |
| Celta Vigo               | Vigo                       | Balaidos          |
| Deportivo La Corogne     | La Corogne                 | Riazor            |
| Espanyol Barcelone       | Barcelone                  | Sarriá            |
| Real Sporting de Gijón   | Gijón                      | El Molinón        |
| Grenade CF               | Grenade                    | Los Cármenes      |
| UD Las Palmas            | Las Palmas de Gran Canaria | Insular           |
| Real Madrid              | Madrid                     | Santiago Bernabéu |
| CD Málaga                | Malaga                     | La Rosaleda       |
| Real Oviedo              | Oviedo                     | Carlos-Tartiere   |
| Real Saragosse           | Saragosse                  | La Romareda       |
| Real Sociedad            | Saint-Sébastien            | Atocha            |
| Valence CF               | Valence                    | Mestalla          |

## Classement
| Rang | Équipe               | Pts | J  | G  | N  | P  | Bp | Bc | Diff |
| ---- | -------------------- | --- | -- | -- | -- | -- | -- | -- | ---- |
| 1    | Atlético Madrid      | 48  | 34 | 20 | 8  | 6  | 49 | 29 | +20  |
| 2    | FC Barcelone         | 46  | 34 | 18 | 10 | 6  | 41 | 21 | +20  |
| 3    | Espanyol Barcelone   | 45  | 34 | 17 | 11 | 6  | 48 | 27 | +21  |
| 4    | Real Madrid T        | 43  | 34 | 17 | 9  | 8  | 45 | 29 | +16  |
| 5    | CD Castellón P       | 35  | 34 | 13 | 9  | 12 | 44 | 38 | +6   |
| 6    | Real Sociedad        | 34  | 34 | 13 | 8  | 13 | 37 | 39 | -2   |
| 7    | Valence CF           | 34  | 34 | 12 | 10 | 12 | 37 | 33 | +4   |
| 8    | Real Saragosse P     | 34  | 34 | 10 | 14 | 10 | 36 | 36 | 0    |
| 9    | Atlético Bilbao C    | 33  | 34 | 12 | 9  | 13 | 41 | 38 | +3   |
| 10   | CD Málaga            | 33  | 34 | 11 | 11 | 12 | 33 | 29 | +4   |
| 11   | UD Las Palmas        | 31  | 34 | 11 | 9  | 14 | 38 | 44 | -6   |
| 12   | Real Oviedo P        | 30  | 34 | 9  | 12 | 13 | 33 | 44 | -11  |
| 13   | Real Gijón           | 29  | 34 | 11 | 7  | 16 | 32 | 37 | -5   |
| 14   | Celta Vigo           | 29  | 34 | 10 | 9  | 15 | 30 | 37 | -7   |
| 15   | Grenade CF           | 29  | 34 | 9  | 11 | 14 | 25 | 32 | -7   |
| 16   | Real Betis Balompié  | 28  | 34 | 7  | 14 | 13 | 29 | 36 | -7   |
| 17   | Deportivo La Corogne | 27  | 34 | 7  | 13 | 14 | 22 | 44 | -22  |
| 18   | Burgos CF            | 24  | 34 | 9  | 6  | 19 | 36 | 63 | -27  |

- Champion, qualification pour la Coupe des clubs champions 1973-1974 en tant que champion
- Qualification pour la Coupe des vainqueurs de coupe de football 1973-1974 en tant que vainqueur de la Coupe d'Espagne
- Qualification pour la Coupe UEFA 1973-1974
- Relégation en Segunda División

## Bilan de la saison
| Championnat d'Espagne de football 1972-1973 |                            |
| Champion                                    | Atlético Madrid (7e titre) |
| Dauphin                                     | CF Barcelone               |
| Coupes et trophées                          |                            |
| Vainqueur de la Coupe d'Espagne 1972-1973   | Atlético Bilbao            |
| Promotions et relégations                   |                            |
| Promus en Primera División                  | Real Murcie                |
| Promus en Primera División                  | Elche CF                   |
| Promus en Primera División                  | Real Santander             |
| Relégués en Segunda División                | Real Betis Balompié        |
| Relégués en Segunda División                | Deportivo La Corogne       |
| Relégués en Segunda División                | Burgos CF                  |